# Dissotis cryptantha
Dissotis cryptantha är en tvåhjärtbladig växtart som beskrevs av Baker f.. Dissotis cryptantha ingår i släktet Dissotis och familjen Melastomataceae. Inga underarter finns listade i Catalogue of Life.